# ویندام (ویرجینیا)
ویندام (به انگلیسی: Wyndham) یک منطقهٔ مسکونی در ایالات متحده آمریکا است که در شهرستان هنریکو، ویرجینیا واقع شده‌است. ویندام ۹٫۴ کیلومتر مربع مساحت و ۹٬۷۸۵ نفر جمعیت دارد و ۷۶ متر بالاتر از سطح دریا واقع شده‌است.